# Litoria watjulumensis
Espèce
Synonymes
- Hyla latopalmata watjulumensis Copland, 1957
- Hyla spaldingi Hosmer, 1964

Statut de conservation UICN

 LC  : Préoccupation mineure
Litoria watjulumensis est une espèce d'amphibiens de la famille des Pelodryadidae.

## Répartition
Cette espèce est endémique du Nord de l'Australie. Elle se rencontre dans la région de Kimberley en Australie-Occidentale, dans la Terre d'Arnhem dans le Territoire du Nord et à la frontière au Queensland, jusqu'à 500 m d'altitude.
La zone de répartition de l'espèce est d'environ 616 500 km2.

## Description
Les mâles mesurent de 33 à 38 mm et les femelles de 45 à 70 mm.

## Étymologie
Son nom d'espèce lui a été donné en référence à la Watjulum Mission.

## Publication originale
- Copland, 1957 : Presidential address. Australian tree frogs of the genus Hyla. Proceedings of the Linnean Society of New South Wales, vol. 82, p. 9-108 (texte intégral).